# Autoservis

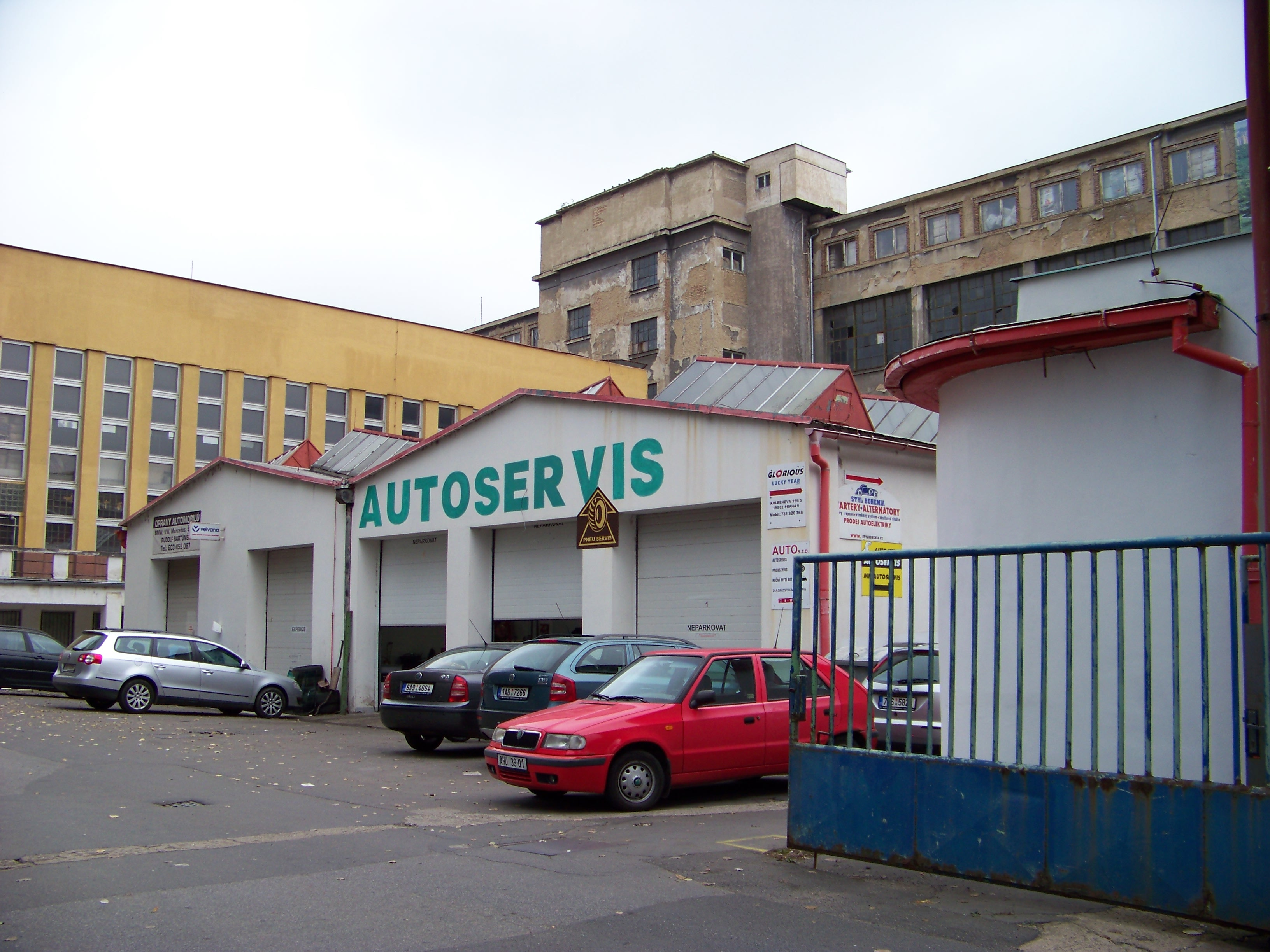
Autoservis v objektu ČKD, Vysočany, Praha

Autoservis či autoopravna je specializovaná opravna automobilů, kde opravy a údržbu automobilů provádějí zpravidla profesionální pracovníci (automechanici, autoelektrikáři, autoklempíři).
Lze rozlišovat značkové autoservisy (kde jsou zpravidla opravovány pouze automobily jedné značky) a neznačkové (kde jsou opravovány automobily více značek), autoservisy osobních automobilů, autoservisy nákladních automobilů, autoservisy autobusů ap.
Specializovaným autoservisem je pneuservis zaměřený pouze na opravy, údržbu, popřípadě nájemné skladování pneumatik.